# خايمي لورينتي
خايمي لورنتي لوبيز (بالإسبانية: Jaime Lorente López) (وُلد في 12 ديسمبر 1991) هو ممثل إسباني بدأ مسيرته الفنية سنة 2016. اشتهر بأدائه دور ريكاردو «دنفر» راموس في لا كاسا دي بابيل وفرناندو «نانو» غارسيا دومينغيز في مسلسل النخبة.

## فيلموغرافيا

### الأفلام
| السنة | العنوان                                    | الدور  | الملاحظات |
| ----- | ------------------------------------------ | ------ | --------- |
| 2016  | Historias románticas (un poco) cabronas    | ديفيد  |           |
| 2018  | الجميع يعرف                                | لويس   |           |
| 2018  | Gun City                                   | ليون   |           |
| 2018  | Bedspread                                  | فران   | فيلم قصير |
| 2019  | ¿A quién te llevarías a una isla desierta? | ماركوس |           |

### التلفزيون
| السنة     | العنوان                    | الدور                          | الملاحظات     |
| --------- | -------------------------- | ------------------------------ | ------------- |
| 2016      | El secreto de Puente Viejo | إلياس ماتو                     | 27 حلقة       |
| 2017–الآن | بيت من ورق                 | ريكاردو "دنفر" راموس           | الدور الرئيسي |
| 2018–الآن | النخبة                     | فرناندو "نانو" غارسيا دومينغيز | الدور الرئيسي |
| 2020      | السيد                      |                                |               |

## روابط خارجية
- خايمي لورنتي على موقع IMDb (الإنجليزية)
- خايمي لورنتي على موقع ميتاكريتيك (الإنجليزية)
- خايمي لورنتي على موقع روتن توميتوز (الإنجليزية)
- خايمي لورنتي على موقع ألو سيني (الفرنسية)
- خايمي لورنتي على موقع قاعدة بيانات الفيلم (الإنجليزية)